# Robotron: 2084
Robotron: 2084 è un videogioco sparatutto a schermata fissa sviluppato nel 1982 da Eugene Jarvis e Larry DeMar, pubblicato come Arcade da Williams Electronics e in seguito convertito per la maggior parte delle console e degli home computer. Un seguito non ufficiale è stato pubblicato nel 1984 dalla stessa Williams, ovvero Blaster; un remake intitolato Robotron X è uscito nel 1996 per Microsoft Windows e Sony PlayStation, mentre la versione per Nintendo 64 è intitolata Robotron 64.

## Modalità di gioco
Il cabinet di Robotron: 2084 è privo di pulsanti; il gioco è infatti controllato da due joystick, uno per muovere il personaggio (un piccolo mutante umanoide) nelle otto direzioni e uno per sparare un raggio laser con il quale distruggere i numerosi robot e altre creature che hanno invaso la terra. I livelli terminano quando sono terminati tutti i nemici (a parte quelli invincibili, che possono essere soltanto evitati); si possono guadagnare punteggi bonus salvando (basta toccarli) dei cloni di umani ("l'ultima famiglia sulla terra"), utili per guadagnare una vita extra (ogni 25000 punti). I nemici compaiono ad ondate, una per ogni stage, il giocatore compare sempre al centro dello schermo, circondato dallo sciame dei nemici.
Lo scopo di ogni stage consiste nella eliminazione dei nemici che è possibile distruggere, ma lo scopo ulteriore del gioco è salvare gli umani (la "famiglia") presenti sullo schermo. Malgrado il salvataggio dei personaggi umani non sia necessario per il superamento del livello di gioco, toccarli porta un grande incremento nel punteggio. Si ottengono punti anche colpendo i missili sparati dai vari nemici. La varietà dei nemici in Robotron è unita alla complessità geometrica dei loro schemi di attacco e avvicinamento progressivo al personaggio del giocatore (humanoid mutant, the last hope of mankind). Mentre inizialmente si limitano ad avanzare verso il giocatore, nei livelli successivi oltre a cercare di colpirlo freneticamente con missili i movimenti di attacco si fanno sempre più veloci.
Più il giocatore sopravvive nello stage e più la velocità di gioco stessa aumenta, resettandosi quando il giocatore perde una vita. Il gioco si resetta al livello 255 per tornare al livello 1. Ogni cinque ondate (stages) il giocatore incontra uno stage riempito con un numero di umani molto maggiore da salvare, è in questi stages che è possibile acquisire notevoli quantità di punti. Gli umani sono costantemente tallonati dagli "Hulks", indistruttibili e letali per il giocatore. Tuttavia, grazie ad un glitch presente nel gioco, tenderanno a gravitare costantemente verso un singolo umano, ignorando largamente gli altri. Se si riesce a conservare in vita questo umano, è possibile usare una tattica di accumulo di punti conseguente.

## Caratteristiche tecniche
Robotron: 2084 è dotato di suono monofonico e grafica a pixel su monitor 19 pollici CRT. Il processore centrale è un Motorola 6809, usato dalla Williams oltre che per gli arcade games anche per i suoi pinballs. L'uso dell'audio nel gioco è molto raffinato, e per potere ottenere effetti sonori multipli (avendo a disposizione un singolo canale audio), lo schema di gioco usa un ordine di priorità per generare effetti sonori in ordine di importanza. Robotron: 2084 è dotato anche di un coprocessore con funzioni di blitter per la generazione su schermo di oggetti e particolari effetti visivi. Dato l'elevato numero di oggetti in movimento contemporaneo sullo schermo, il coprocessore incrementa la velocità di trasferimento verso la memoria, questo ha permesso di realizzare momenti di gioco in cui sono presenti simultaneamente un largo numero di oggetti in movimento.
Il gioco condivide alcuni effetti sonori con Defender.

## Sviluppo
Dalle stesse parole di Eugene Jarvis, lo schema base del gioco venne ideato in tre giorni, ed il gioco trasse larga ispirazione dall'arcade Berzerk, a sua volta ispirato ad un vecchio gioco scritto in basic, Robots (o Dalek) e da Chase per Commodore PET. Il prototipo del gioco girava su un arcade cabinet di Defender con una board di Stargate, ed un paio di joystick di un Atari 2600 attaccati al pannello di controllo. L'idea iniziale del gioco era un arcade senza fuoco attivo, i robot si sarebbero dovuto eliminare facendoli andare contro ostacoli elettrificati, ma Williams impose di cambiare questo aspetto. I "grunts" furono il primo nemico ideato, anche se in realtà il primo vero elemento del gioco furono proprio gli ostacoli elettrificati, ma la loro funzione finale fu di eliminare chiunque li toccasse. L'intelligenza artificiale dei nemici era molto semplice: calcolare il percorso più breve verso il giocatore fino a quando il giocatore fosse eliminato od il grunt toccasse un ostacolo. Al gioco vennero poi aggiunti i due joystick e lo schema cambiò radicalmente. La "magia" di Robotron ideata da Jarvis fu quella di assegnare al joystick di destra il fuoco nelle otto direzioni e a quello di sinistra il movimento, creando un'azione frenetica e veloce che è considerata tra le migliori dell'età dell'oro dei videogiochi arcade.
La produzione totale complessiva di Robotron: 2084 è stimata in 18.000 unità. Il cabinet upright è il più comune: venne prodotto anche il modello cabaret (mini) e cocktail ma in piccole quantità, si reputa che esistano solo circa 500 cocktail cabinet prodotti. Il nome originale era 2084 - Robotron, ma il nome Robotron era usato da tutte le persone coinvolte nel progetto, ed il gioco venne rinominato poco prima della messa in produzione definitiva. Questo è il motivo per il quale la grafica laterale del cabinet riporta semplicemente il numero 2084, verticalmente. Si dice che l'impulso da parte del game designer (Jarvis) ad optare per uno schema di movimento e fuoco basato su due joysticks derivi anche dal fatto che Jarvis si ruppe la mano destra in un incidente di macchina, poco dopo la realizzazione di Stargate.
I nomi dei personaggi di gioco sono Mommy, Daddy and Mikey. L'idea di dare il nome a Mikey venne da uno spot famoso negli Stati Uniti degli anni Settanta, quello dei cereali Life. La Williams fu citata in Tribunale dalla Walt Disney Productions per avere infranto il proprio copyright relativamente all'uso da parte di Williams della parola Tron in Robotron: 2084, ma alla fine vinse la causa.
Nel 1990 Eugene Jarvis creò un nuovo arcade game, Smash-tv, considerato il seguito di Robotron, sempre dual joystick ed ispirato al film The Running Man (1987).